# Spirit of the Forest
Spirit of the Forest is het eerste album van de Finse folkmetalband Korpiklaani. Het album is uitgebracht op 10 november 2003.

## Tracklist
| Nr. | Titel                                  | Duur |
| --- | -------------------------------------- | ---- |
| 1.  | Wooden Pints                           | 3:42 |
| 2.  | Before the Morning Sun                 | 4:25 |
| 3.  | God of Wind                            | 3:14 |
| 4.  | With Trees                             | 8:06 |
| 5.  | Pellonpekko                            | 3:36 |
| 6.  | You Looked Into My Eyes                | 2:14 |
| 7.  | Hullunhumppa                           | 1:29 |
| 8.  | Man Can Go Even Through the Grey Stone | 2:22 |
| 9.  | Pixies Dance                           | 2:19 |
| 10. | Juokse Sinä Humma                      | 1:16 |
| 11. | Crows Bring the Spring                 | 5:25 |
| 12. | Hengettömiltä Hengiltä                 | 0:34 |
| 13. | Shaman Drum                            | 4:57 |
| 14. | Mother Earth                           | 4:37 |